# 따뜻한 보수
따뜻한 보수는 한국 정치 맥락에서 사용하는 용어이다. 주로 한국 보수주의 진영에서 사회 안전망에 대한 지지, 취약계층에 대한 온정주의적(paternalistic) 태도 등을 지칭할 때 사용된다.
유승민, 오세훈 등 한국 보수진영 내의 상대적 온건파들은 스스로를 '따뜻한 보수'로 지칭하였다. 유승민은 중부담 중복지를 주장하며 온건한 복지국가 담론을 제시한 바 있다.
비슷한 용어로 '개혁보수'가 있으나, 개혁보수는 복지 그 자체에 초점을 맞추는 것이 아닌 전반적인 개혁, 온건 성향을 지칭하는 것이라 용례가 다르다.

## 같이 보기
- 공화주의
- 온정적 보수주의 (영어) - 직역하면 가부장적 보수주의지만 한국에서는 온정적 보수주의로 의역하는 경우가 많다.
- 자유보수주의